# خوان فرانسیسکو هردیا
خوان فرانسیسکو هردیا (انگلیسی: Juan Francisco Heredia؛ زادهٔ ۸ ژوئیهٔ ۱۹۸۹) بازیکن فوتبال اهل اسپانیا است.